# Файрузов, Рауль Закирьянович
Рау́ль Закирья́нович Файру́зов (баш. Рауил Закирйән улы Фәйрүзов; 2 апреля 1949, с. Верхние Киги, Кигинский район, Башкирская АССР, РСФСР, СССР — 10 февраля 1996, Уфа, Башкортостан, Россия) — советский и российский деятель органов внутренних дел. Министр внутренних дел по Республике Башкортостан с апреля 1995 по 10 февраля 1996. Депутат Государственного Собрания — Курултая Республики Башкортостан с 1995 по 1996. Заслуженный юрист Республики Башкортостан. Генерал-майор милиции.

## Биография
Родился 2 апреля 1949 года в селе Верхние Киги Кигинского района Башкирской АССР.
В 1977 окончил юридический факультет Башкирского государственного университета (ныне Уфимский университет науки и технологий), также окончил Академию МВД СССР.
Трудовой путь начал слесарем Уфимского приборостроительного завода, затем слесарем Кигинского райобъединения «Сельхозтехника».
С 1968 по 1970 служил в рядах Советской армии. После демобилизации работал на Уфимском моторостроительном заводе, в Уфимском машиностроительном конструкторном бюро «Союз», на Уфимском нефтеперерабатывающем заводе.
С 1973 по 1985 — инспектор уголовного розыска, заместитель начальника, начальник отделения уголовного розыска, заместитель начальника РОВД исполкома Калининского райсовета Уфы.
С 1985 по 1989 — заместитель начальника отделения уголовного розыска УВД Уфы, начальник Октябрьского РОВД Уфы.
С 1989 по 1995 — начальник 6-го отдела (отдел по борьбе с организованной преступностью) МВД Башкирской АССР, заместитель, первый заместитель министра внутренних дел Республики Башкортостан — начальник службы криминальной милиции.
С апреля 1995 по 10 февраля 1996 — министр внутренних дел по Республике Башкортостан, член Совета общественной безопасности Республики Башкортостан.
Скончался 10 февраля 1996 года. Похоронен в Уфе на Южном кладбище.

## Награды
Был награжден многими медалями, имел множество поощрений и благодарностей.
- Медаль «За безупречную службу» I, II, III степеней
- Отличник милиции
- Заслуженный юрист Республики Башкортостан

## Память
В селе Верхние Киги именем Файрузова названа улица, перед зданием Кигинского райотдела полиции установлен бюст генерала.